# Gnadochaeta difficilis
Gnadochaeta difficilis là một loài ruồi trong họ Tachinidae.